# Steve Darcis
Steve Darcis (Liegi, 13 marzo 1984) è un allenatore di tennis ed ex tennista belga.
Soprannominato "lo squalo" ha raggiunto il suo più alto ranking nel singolo il 22 maggio 2017, con la 38ª posizione, mentre nel doppio ha raggiunto il 126º posto il 5 gennaio 2009.
Nel 2007 è stato il primo tennista a vincere nello stesso anno tre tornei nei circuiti ITF, Challenger e ATP. Durante il torneo di Anversa nel 2019, dove viene sconfitto al primo turno sia in singolare che in doppio, annuncia l'intenzione del ritiro dopo l'Australian Open del 2020.

## Carriera
Ottiene buoni risultati a livello giovanile, raggiunge infatti le semifinali del Torneo di Wimbledon 2002 (sconfitto da Todd Reid) e del doppio ragazzi agli US Open 2002 in coppia con Ross Hutchins ottenendo l'ottava posizione nel ranking mondiale.
Tra i professionisti ha raggiunto tre finali vincendone due, durante il primo turno del torneo di Wimbledon 2013 ha battuto a sorpresa lo spagnolo Rafael Nadal per 7–6(4), 7–6(8), 6-4.
Il risultato migliore negli Slam l'ha ottenuto durante l'Open di Francia 2008 quando ha raggiunto i quarti di finale in coppia con Olivier Rochus.
In Coppa Davis ha giocato 43 match con la squadra belga, vincendone ventiquattro. Il suo contributo è stato fondamentale per raggiungere le finali di Coppa Davis 2015 e 2017, ma perde tutti gli incontri disputati nella sfide che assegnano il titolo, nel 2015 in doppio contro la Gran Bretagna, che conquista la coppa battendo il Belgio 3-1, e nel 2017 i due singolari contro la Francia, che si aggiudica il suo decimo titolo imponendosi per 3-2.

## Statistiche

### Singolare

#### Vittorie (2)
| Legenda singolare                                      |
| Grande Slam (0)                                        |
| ATP World Tour Finals (0)                              |
| ATP Masters 1000 (0)                                   |
| ATP International Series Gold / ATP World Tour 500 (1) |
| ATP International Series / ATP World Tour 250 (1)      |

| Numero | Data           | Torneo                     | Superficie  | Avversario in finale | Punteggio   |
| 1.     | 16 luglio 2007 | Dutch Open, Amersfoort     | Terra rossa | Werner Eschauer      | 6–1, 7–6(1) |
| 2.     | 2 marzo 2008   | RMK Championships, Memphis | Cemento (i) | Robin Söderling      | 6–3, 7–6(5) |

#### Finali perse (1)
| Legenda singolare                                 |
| Grande Slam (0)                                   |
| ATP World Tour Finals (0)                         |
| ATP Masters 1000 (0)                              |
| ATP World Tour 500 (0)                            |
| ATP International Series / ATP World Tour 250 (1) |

| Numero | Data           | Torneo                 | Superficie  | Avversario in finale | Punteggio     |
| 1.     | 20 luglio 2008 | Dutch Open, Amersfoort | Terra rossa | Albert Montañés      | 6–1, 5–7, 3–6 |

## Risultati in progressione
| Sigla | Risultato               |
| ----- | ----------------------- |
| V     | Vincitore               |
| F     | Finalista               |
| SF    | Semifinalista           |
| O     | Oro olimpico            |
| A     | Argento olimpico        |
| SF    | Bronzo olimpico         |
| QF    | Quarti di Finale        |
| 4T    | Quarto turno            |
| 3T    | Terzo turno             |
| 2T    | Secondo turno           |
| 1T    | Primo turno             |
| RR    | Round Robin             |
| LQ    | Turno di qualificazione |
| A     | Assente                 |
| ND    | Non disputato           |

| Legenda superfici    |
| -------------------- |
| Cemento              |
| Terra battuta        |
| Erba                 |
| Superficie variabile |

### Singolare
| Tornei Grande Slam         |               |               |               |     |               |               |               |     |               |               |               |     |               |               |               |               |       |
| Australian Open, Melbourne | A             | Q2            | A             | 1T  | 1T            | Q3            | A             | 1T  | 1T            | A             | Q3            | 1T  | 3T            | A             | 1T            | Q1            | 2-7   |
| Open di Francia, Parigi    | Q1            | Q3            | A             | 1T  | 1T            | 2T            | 3T            | 1T  | 1T            | A             | 1T            | 2T  | 1T            | A             | Q3            | A             | 4-9   |
| Wimbledon, Londra          | Q2            | A             | A             | 1T  | 2T            | A             | Q2            | 1T  | 2T            | Q2            | 1T            | A   | 2T            | A             | 2T            | ND            | 4-6   |
| US Open, New York          | A             | Q1            | 1T            | 2T  | 1T            | A             | 2T            | 2T  | A             | 1T            | 2T            | 2T  | 1T            | A             | 1T            | A             | 5-10  |
| Vittorie-Sconfitte         | 0-0           | 0-0           | 0-1           | 1-4 | 1-4           | 1-1           | 3-2           | 1-4 | 1-2           | 0-1           | 1-3           | 2-3 | 3-4           | 0-0           | 1-3           | 0-0           | 15-32 |
| Giochi Olimpici            |               |               |               |     |               |               |               |     |               |               |               |     |               |               |               |               |       |
| Giochi Olimpici            | Non disputati | Non disputati | Non disputati | 1T  | Non disputati | Non disputati | Non disputati | 3T  | Non disputati | Non disputati | Non disputati | A   | Non disputati | Non disputati | Non disputati | Non disputati | 2-2   |
| Vittorie-Sconfitte         | Non disputati | Non disputati | Non disputati | 0-1 | Non disputati | Non disputati | Non disputati | 2-1 | Non disputati | Non disputati | Non disputati | 0-0 | Non disputati | Non disputati | Non disputati | Non disputati | 2-2   |

### Doppio
| Tornei Grande Slam         |               |               |               |     |               |               |               |     |               |               |               |     |               |               |               |               |      |
| Australian Open, Melbourne | A             | A             | A             | 1T  | 1T            | 2T            | A             | A   | A             | A             | A             | A   | A             | A             | A             | A             | 1-3  |
| Open di Francia, Parigi    | A             | A             | A             | QF  | A             | A             | A             | 1T  | A             | A             | 1T            | A   | 1T            | A             | A             | A             | 3-4  |
| Wimbledon, Londra          | A             | A             | A             | 1T  | A             | A             | A             | 3T  | A             | A             | A             | A   | A             | A             | A             | ND            | 2-2  |
| US Open, New York          | A             | A             | A             | 1T  | A             | A             | A             | 1T  | A             | A             | 1T            | A   | 3T            | A             | A             | A             | 2-4  |
| Vittorie-Sconfitte         | 0-0           | 0-0           | 0-0           | 3-4 | 0-1           | 1-1           | 0-0           | 2-3 | 0-0           | 0-0           | 0-2           | 0-0 | 2-2           | 0-0           | 0-0           | 0-0           | 8-13 |
| Giochi Olimpici            |               |               |               |     |               |               |               |     |               |               |               |     |               |               |               |               |      |
| Giochi Olimpici            | Non disputati | Non disputati | Non disputati | 2T  | Non disputati | Non disputati | Non disputati | A   | Non disputati | Non disputati | Non disputati | A   | Non disputati | Non disputati | Non disputati | Non disputati | 1-1  |
| Vittorie-Sconfitte         | Non disputati | Non disputati | Non disputati | 1-1 | Non disputati | Non disputati | Non disputati | 0-0 | Non disputati | Non disputati | Non disputati | 0-0 | Non disputati | Non disputati | Non disputati | Non disputati | 1-1  |